# Bloomingdale (Floryda)
Bloomingdale – jednostka osadnicza w Stanach Zjednoczonych, w stanie Floryda, w hrabstwie Hillsborough.